# Univers 1983
Univers 1983 est un recueil de seize nouvelles de science-fiction publiées entre 1977 et 1983 et sélectionnées par Joëlle Wintrebert, qui succède alors à Jacques Sadoul, lequel avait assuré la coordination des 22 précédents volumes.
L'anthologie est la 23e de la série Univers qui compte trente ouvrages. Elle ne correspond pas à un recueil qui serait déjà paru aux États-Unis ; il s'agit d'un recueil inédit de nouvelles, édité pour le public francophone.
L'anthologie  (ISBN 2-277-21491-4) a été publiée en juin 1983 aux éditions J'ai lu dans la collection Science-fiction (no 1491). L'image de couverture est de Donald Grant ; elle montre deux licornes en premier plan, avec un vaisseau spatial en arrière-plan.

## Première partie: nouvelles

### Détails de l'exposition
- Auteur : Jean-Claude Dunyach.
- Parution : 1983 (nouvelle inédite, rédigée pour le présent recueil).
- Place dans le recueil : p. 11 à p. 19.
- Résumé : La nouvelle évoque des œuvres d'art créées par un artiste qui, avant de créer ses œuvres, a créé le monde (la Terre) dans lequel elles s'inscrivent. Les œuvres d'art disparaîtront, avec leur monde, lorsque l'artiste mourra. La nouvelle se termine en indiquant que l'auteur est proche de la fin, et que sa dernière œuvre va s'intituler « Visions de la Guerre Totale ».

### Retour à la vie
- Auteur : Michael Bishop.
- Titre original : The Quickening.
- Traduction : Philippe R. Hupp.
- Parution : 1981.
- Situation dans le recueil : p. 20 à p. 55.
- Résumé : Le récit est structuré en neuf sections.
- Liens externes :

### Diffère quelque temps ton bonheur céleste…
- Auteur : Somtow Sucharitkul.
- Titre original : Absent thee from Felicity a while…
- Traduction : Iawa Tate.
- Parution : 1981, Analog Science Fiction and Fact.
- Situation dans le recueil : p. 56 à p. 73.
- Résumé : Le récit est divisé en six courtes sections.
- Liens externes :

### Les Derniers Philosophes
- Auteur : J.-H. Winterhall.
- Situation dans le recueil : p. 74 à p. 77.
- Résumé : Il ne s'agit pas d'une nouvelle. En trois pages et demie, l'auteur expose quelques considérations sur trois films qui ont retenu son attention : Blade Runner, E.T., l'extra-terrestre et Tron. Sur le ton humoristique, il tente de montrer en quoi ces trois films portent une « philosophie » ou une « métaphysique » sous-jacente.
- Traduction :
- Liens externes :

### La Vallée des ascenseurs
- Auteurs : Sylviane Corgiat et Bruno Lecigne.
- Parution : 
  - 1983 (nouvelle inédite, rédigée pour le présent recueil).
  - nouvelle ultérieurement parue dans l'anthologie La Frontière éclatée.
- Situation dans le recueil : p. 78 à p. 109.
- Intrigue : La nouvelle est composée de cinq sections.
- Lien externe : notice sur iSFdb.

### Ifrit
- Auteur : R. A. Lafferty.
- Titre original : Ifrit.
- Traduction : Éric Chedaille.
- Parution : 1982, in Perpetual Light.
- Situation dans le recueil : p. 110 à p. 121.
- Résumé :
- Liens externes :

### Les Licornes sont contagieuses
- Auteur : Roger Zelazny.
- Titre original : Unicorn Variation.
- Traduction : Iawa Tate.
- Parution : 1981, Isaac Asimov's Science Fiction Magazine.
- Situation dans le recueil : p. 122 à p. 151.
- Résumé :
- Liens externes :

### Les Dieux du lac Taxhling
- Auteur : John Brunner.
- Titre original : The Things that are Gods.
- Traduction : Michel Darroux et Bernadette Emerich.
- Parution : 1979, Isaac Asimov's Science Fiction Magazine.
- Situation dans le recueil : p. 152 à p. 197.
- Résumé :
- Liens externes :

### Le Retour des barbes blanches
- Auteur : Pascal J. Thomas sur le site NooSFere.
- Situation dans le recueil : p. 199 à p. 209.
- Résumé : Il ne s'agit pas d'une nouvelle. En une dizaine de pages, l'auteur fait un tour d'horizon sur les publications en matière de science-fiction américaine pour les années 1981 à 1983. Il regrette notamment l'abondance des romans inclus dans des trilogies, des cycles ou des suites romanesques, évoquant la pauvreté du renouvellement littéraire. Par « barbes blanches », il regrette que les « grands anciens » tiennent toujours le haut du pavé en ce début des années 1980 sans laisser beaucoup de place aux nouveaux écrivains de SF.
- Traduction :
- Liens externes :

### Le Pape des chimpanzés
- Auteur : Robert Silverberg.
- Titre original : The Pope of the Chimps.
- Traduction : Iawa Tate.
- Parution : 1982, Perpetual Light.
- Situation dans le recueil : p. 210 à p. 235.

### Un amour de licorne
- Auteur : Gene Wolfe.
- Titre original : The Woman the Unicorn loved.
- Traduction : Eric Cowen.
- Parution : 1981, Isaac Asimov's Science Fiction Magazine.
- Situation dans le recueil : p. 236 à p. 258 .
- Résumé :
- Liens externes :

### Intersections
- Auteur : John M. Ford.
- Titre original : Intersections.
- Traduction : Brigitte Mariot.
- Parution : 1981, Isaac Asimov's Science Fiction Magazine.
- Situation dans le recueil : p. 259 à p. 297.
- Résumé : Roy Kramer est à bord de son petit avion quand, traversant un champ de distorsion temporelle, il se retrouve en Grande-Bretagne en 1940, alors que la Royal Air Force est en lutte contre la Luftwaffe. Il est entré dans un univers parallèle. Après plusieurs jours passés dans cet univers qui n'est pas le sien et où une jeune femme tombe amoureuse de lui, il parvient à regagner son univers d'origine en passant par « l'intersection » (cf. titre) des deux univers.
- Liens externes :

### Le Cabinet du discophile
- Auteur : Jean Bonnefoy.
- Parution : 1983 (nouvelle inédite, rédigée pour le présent recueil).
- Situation dans le recueil : p. 298 à p. 317.
- Résumé :
- Liens externes :

### La Bête des étoiles et l'Empathe
- Auteur : Jean-Pierre Andrevon.
- Parution : 1983 (nouvelle inédite, rédigée pour le présent recueil).
- Situation dans le recueil : p. 318 à p. 346.
- Résumé :
- Liens externes :

### Gardiens
- Auteur : George R. R. Martin.
- Titre original : Guardians.
- Traduction : Jean-Pierre Pugi.
- Parution : 1981, Analog Science Fiction and Fact.
- Situation dans le recueil : p. 347 à p. 399.

### Le Corps du texte
- Auteur : Emmanuel Jouanne.
- Parution : 1983 (texte inédit, rédigé pour le présent recueil).
- Situation dans le recueil : p. 405 à p. 413.
- Résumé : Il ne s'agit pas d'une nouvelle. Dans un texte de 8 pages, sans histoire ou récit proprement dit, l'auteur évoque les notions de lecteur, de client, de librairie, de bibliothèque, etc., qui se répondent entre elles. Un lecteur est un livre, un livre est un lecteur. Toucher à l'un, c'est toucher à l'autre. La narration est faite sur un mode onirique qui fait penser à la technique d'écriture du Nouveau Roman.
- Liens externes :

## Partie thématique et encyclopédique
- Préface : Dans une courte préface de trois pages, Joëlle Wintrebert exprime ses regrets de n'avoir pu insérer qu'une seule nouvelle écrite par une femme de lettres (toutes les autres nouvelles écrites par des femmes étaient trop longues ou déjà réservées pour d'autres anthologies ou recueils). Joëlle Wintrebert présente aussi les diverses nouvelles du corpus, en montrant leur diversité.

- « Jeu », par Dominique Martel.
  - Situation dans le recueil : p. 400 à p. 404.
  - Résumé : Il ne s'agit pas d'une nouvelle, mais d'un jeu élaboré par l'auteur, qui propose 12 questions concernant des romans et nouvelles de science-fiction. Les questions sont faites en fonction de la page de couverture de ces romans et nouvelles. Les réponses sont données en fin de texte.